# أوليفيا وارد بوش
أوليفيا وارد بوش (بالإنجليزية: Olivia Ward Bush-Banks)‏ (و. 1869 – 1944 م)هي صحفية، وشاعرة، وكاتبة مسرحية من الولايات المتحدة الأمريكية . ولدت في ساغ هاربور، لونغ آيلند .